# Distretto di Qacha's Nek
Qacha's Nek è uno dei 10 distretti che costituiscono il Lesotho.

## Circoscrizioni e Comunità
Il distretto consta di 3 circoscrizioni e 6 comunità:
- Circoscrizioni:
  - Lebakeng
  - Qacha's Nek
  - Tsoelike
- Comunità:
  - Khomo-Phatšoa
  - Letloepe
  - Mosenekeng
  - Patlong
  - Thaba-Khube
  - White-Hill